# Henrik Alexandersson
Henrik Alexandersson, auch bekannt als HAX (* 5. August 1961 in Göteborg), ist ein schwedischer Journalist und Blogger.
Im Jahr 2006 wurde sein Dokumentarfilm Rätten och rättvisan auf TV8 ausgestrahlt. Alexandersson ist Mitglied der Piratpartiet und als Assistent von Christian Engström im Europäischen Parlament in Brüssel tätig.

## Werke
- Henrik Alexandersson: Sådan är kapitalismen! Frihetsfrontens förlag, Stockholm 2002, ISBN 91-88216-04-7 (schwedisch).
- Henrik Alexandersson: Bloggen som politiskt vapen. Henrik Alexandersson, Stockholm 2008, ISBN 978-91-977424-0-5 (schwedisch).